# お糸
『お糸』（おいと）は、小松左京の短編SF小説。『S-Fマガジン』1975年2月号に掲載された。
山本弘は、『すぺるむ・さぴえんすの冒険』（福音館書店）に寄せた解説文において、「江戸時代を舞台にした時代小説と思って読みはじめると、教科書で知っている江戸時代ではなくなり、下手すればギャグになりかねない話なのに、リアルな描写を積み重ねることで、美しく味わいのある話に仕上がっている」と評している。山本は本作のヒロインであるお糸の台詞を引き、「このような世界であってはいけないのか? 本当の歴史の方が間違っているのではないか?」という気がしてくるではないかと指摘する。また、同様のテーマとして『地には平和を』を挙げている。

## あらすじ
天保7年の江戸、廻船問屋の18歳の一人娘お糸はこのところ毎日自宅の前を通る稲荷寿司の行商人時蔵が気になって仕方ない。ある日もお糸は時蔵の気を引くためにありったけの寿司を買ってしまうのだ。米利堅からの商用から帰国する父を迎えに、叔父の源吉と駕籠で品川港に行き、そこで事故に遭いかけたところを偶然にも時蔵に救われたお糸の恋慕はいやが上にも高まり、とうとう寝込んでしまった。父と叔父は困り果て、時蔵が寄宿する了源寺の和尚に、縁談をまとめてもらえないか相談に行くのだが……
この物語は「未来からの謎の勢力」に歴史を改変されたパラレルワールドの江戸が舞台である。その「もう一つの江戸」の町は機械仕掛の「辻駕籠」が走り、お糸の父は「汎米屋」の「天狗船」に乗って「桑港」に商用に行き、母は「錦絵鏡」で芸能や果し合いを茶の間で楽しみ、お糸は「早問答筒」で母と会話する。次期将軍職は入れ札で決められるといった、「江戸時代の人情や風情や生態系」のみ残した上で、人々の生活は20世紀の水準に引き上げられかつ無公害という矛盾した世界である。時蔵は、その矛盾を引き起こした勢力を追求する時間エージェントなのであった。

## 書誌情報
以下の単行本に収録（2013年現在）
- くだんのはは - 角川春樹事務所（ハルキ文庫　1999年）ISBN 978-4894565623
- すぺるむ・さぴえんすの冒険　福音館書店（ボクラノSF　2009年）ISBN  978-483402477-7
- 小松左京セレクション 1 - 河出書房新社（河出文庫 2011年） ISBN 978-4309411149